# Йозеф Стенбек
Йозеф Даніель Стенбек (швед. Josef Daniel Stenbäck; 2 травня 1854, Алавус, Велике князівство Фінляндське — 27 квітня 1929, Гельсінкі, Фінляндія) — фінський архітектор та інженер.

## Сім'я
Батько архітектора — вікарій церкви Алавуса Карл Фредрік Стенбек, мати — графиня Емілія Оттілія Крістіна фон Ессен. Всього у родині було десятеро дітей. Одним із них був майбутній фінський націоналіст Лаурі Ківекяс (народжений як Густаф Лаурентіус Стенбек).
У 1883 році Йозеф одружується на Анні Августе Бар (1862—1949). У них народилось п'ятеро детей. Один із синів, Матті Ківекяс (1888—1918) став відомим фінським журналістом, першим редактором журналу «Suomen Kuvalehti». Інший син — Лаурі Якко Ківекяс (1903—1998) — бізнесменом, а в період з 1957 по 1958 роки займав посаду міністра торгівлі та промисловості Фінляндії та був першим головою «Nokia» (з 1967 по 1977 рік).

## Біографія
Йозеф Стенбек отримав інженерну освіту в Політехнічному інституті Гельсінкі, а архітектурну — в технічному училищі Штутґарта в 1876–1880 роках. На державній стипендії навчався у Німеччині в 1885 році.
В 1877–1900 роках був перекладачем та секретарем при комісії залізничних доріг у фінському сеймі. В 1886–1919 роках викладав будівництво в Промисловій школі.
В 1883–1919 роки — засновник та редактор «Промислової газети» («Teollisuuslehti»).
Походження з релігійної родини певною мірою визначило напрямок його діяльності як архітектора. За проектами Стенбека з 1891 по 1928 роки було побудовано 35 лютеранських церков на території Фінляндії та Карельського перешийка. Крім будівництва церков Стенбек займався і їх ремонтом. Відомо про його проекти ремонту та реконструкції для 30 церков, дзвіниць, органів.
З 35 побудованих ним церков до наших часів збереглось 33, з них три — на території Росії: кірха Преображення Господнього в Зеленогорську, кірха святої Магдалини в Приморську та кірха в Мельниково. Інші, 30 церков, знаходяться на території Фінляндії. Усі вони побудовані в стилі національного романтизму та неоготики. Як будівельний матеріал Стенбек надавав перевагу граніту, інколи використовував і інші види каменю, також у проектах були цегляні та дерев'яні церкви.
Крім того, за проектами архітектора було побудовано три житлових будинки в Гельсінкі та ратуша в Курпіо (1886 рік, співавторство з Франсом Шестрьомом). Також, відомою роботою Стенбека є мавзолей Сігрід Юзеліус на кладовищі міста Порі.

## Роботи Йозефа Стенбека

### Дерев'яні кірхи
| Рік будівництва | Місто       | Фото |
| --------------- | ----------- | ---- |
| 1892            | Ганкасалмі  |      |
| 1892            | Гейнявесі   |      |
| 1893            | Луханка     |      |
| 1909            | Пулькіла    |      |
| 1912            | Кійкка      |      |
| 1928            | Кіллінкоскі |      |

### Кірхи з цегли
| Рік будівництва                                    | Місто      | Фото |
| -------------------------------------------------- | ---------- | ---- |
| 1897                                               | Міккелі    |      |
| 1898                                               | Котка      |      |
| 1903                                               | Йоенсуу    |      |
| 1904 (згоріла в 1984 році, відновлена в 1989 році) | Рантасалмі |      |
| 1917                                               | Форсса     |      |
| 1920                                               | Куопіо     |      |
| 1925                                               | Каугава    |      |

### Кам'яні кірхи
| Рік будівництва               | Місто        | Фото |
| ----------------------------- | ------------ | ---- |
| 1894                          | Юанкоскі     |      |
| 1898                          | Еура         |      |
| 1902 (зруйнована в 1939 році) | Піонерське   |      |
| 1903                          | Алахарма     |      |
| 1904                          | Варпайсярві  |      |
| 1904                          | Приморськ    |      |
| 1905                          | Нільсія      |      |
| 1906                          | Вуоліокі     |      |
| 1908                          | Зеленогорськ |      |
| 1909                          | Пюгяранта    |      |
| 1910                          | Каруна       |      |
| 1910                          | Лувіа        |      |
| 1910                          | Сонкаярві    |      |
| 1912                          | Рааге        |      |
| 1913                          | Гартола      |      |
| 1913                          | Мельниково   |      |
| 1915                          | Гірвенсалмі  |      |
| 1921                          | Йоутсено     |      |

### Оштукатурений бетон (в Савітайпале— граніт)
| Рік будівництва | Місто       | Фото |
| --------------- | ----------- | ---- |
| 1902            | Кемі        |      |
| 1912            | Рааге       |      |
| 1922            | Гумппіла    |      |
| 1924            | Савітайпале |      |